# Liste des phares de la Barbade

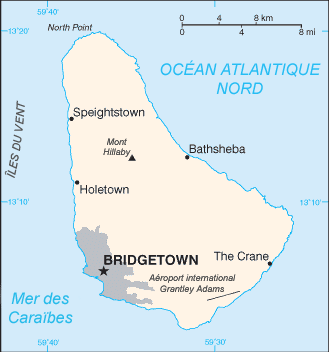
Carte de La Barbade

Liste des phares de la Barbade : La Barbade est située dans l'Atlantique, à l'est des autres îles des Petites Antilles, à environ 160 km à l'est de Saint-Vincent-et-les-Grenadines.
Elle possède quatre phares historiques qui sont menacés par la négligence et ont grand besoin de restauration. Les feux actifs sont exploités par Barbados Port, Inc.' , mais les bâtiments appartiennent probablement au Government of Barbados (en). Le Barbados National Trust  n’a pas encore été impliqué dans la préservation des phares.
| Nom                         | Lieu                           | Coordonnées                        | Mise en service | Caractéristiques | Image |
| --------------------------- | ------------------------------ | ---------------------------------- | --------------- | ---------------- | ----- |
| Phare de Harrison Point     | Saint-Lucy                     | 13° 18′ 30,7″ N, 59° 38′ 53,4″ O   | 1925            | F R              |       |
| Phare de Ragged Point       | Saint Philip                   | 13° 09′ 49,42″ N, 59° 25′ 58,46″ O | 1875            | F R              |       |
| Phare de South Point        | Christ Church                  | 13° 02′ 49,82″ N, 59° 31′ 45,73″ O | 1852            | FI(3) W 30s      |       |
| Phare de Needham's Point    | Baie de Carlisle Saint-Michael | 13° 04′ 43″ N, 59° 36′ 19,4″ O     | 1855            | FI R 8s          |       |
| Phare arrière de Bridgetown | Bridgetown                     | 13° 06′ 32″ N, 59° 37′ 34,3″ O     | n/d             | Oc G 4.5s        | Image |
| Phare de Bridgetown         | Bridgetown                     | 13° 06′ 24″ N, 59° 37′ 58,5″ O     | n/d             | FI(3) R 10s      |       |